# ペンディク海軍工廠
ペンディク海軍工廠 (トルコ語: Pendik Donanma Tersanesi) はトルコのイスタンブールにあるトルコ海軍の造船所である。マルマラ海北東岸のトゥズラにあり、トルコ最大の造船所である。
トルコ国内で最大となる全長300メートル、幅50メートル、深さ8.5メートルの造船用ドライドックを有し、吊り上げ能力450トンのコネ社製ポータルクレーンが1基設けられている。 
その他、セミドライドック型の船台があり、こちらは全長200メートル、幅38メートルで、300トン吊りのポータルクレーン1基が設けられている。